# Мюнценберг, Вилли
Вильгельм Мю́нценберг (нем. Wilhelm Münzenberg; 14 августа 1889, Эрфурт — 17 октября 1940, Сен-Марселлен) — немецкий коммунист, издатель, деятель Коминтерна и основатель Международной рабочей помощи.

## Биография
Родился в семье трактирщика, в молодости вступил в Социал-демократическую партию Германии. В 1914 году вошёл в радикальное меньшинство СДПГ, выступавшее против войны и образовавшее НСДПГ. В апреле 1915 года на Бернской международной социалистической конференции молодёжи был избран генеральным секретарём Международного секретариата молодёжи. Во время войны часто встречался с Лениным в Швейцарии. В начале 1920 года организовал Межрабпом — Международный фонд помощи рабочим, официально собиравший деньги для помощи голодающим Поволжья, но кроме того осуществлявший крупную коммерческую деятельность. Межрабпом владел собственными киностудиями, в том числе крупнейшей советской киностудией Межрабпом-Русь, десятками журналов и газет по всему миру. «Трест Мюнценберга» приносил хорошую прибыль. Самого Мюнценберга называли «красным миллионером» и отмечали, что жить он привык стильно. В 1924 году Мюнценберг был избран депутатом рейхстага от Германской коммунистической партии. В 1927 году Мюнценберг стал одним из основателей Антиимпериалистической лиги в Брюсселе.
После прихода Гитлера к власти в 1933 году Мюнценберг вместе с Бабеттой Гросс эмигрировал во Францию. Здесь он издал «Коричневую книгу гитлеровского террора и поджога рейхстага», которая была переведена более чем на 20 языков и стала важным элементом антифашистской пропаганды. Её считают одним из самых больших пропагандистских успехов за всю историю Коминтерна.
Во Франции Мюнценберг организовал Всемирное общество помощи жертвам германского фашизма, провёл международный антифашистский конгресс деятелей культуры в Париже в 1935 году. В 1936 году участвовал в организации интернациональных бригад для участия в Гражданской войне в Испании. В том же году выступил с критикой сталинизма, в связи с чем в 1937 году Мюнценберг был по требованию Вальтера Ульбрихта выведен из состава ЦК КПГ. 23 августа 1939 года в Москве был подписан пакт Молотова — Риббентропа. Вилли Мюнценберг резко высказался против. «Сталин, ты — предатель!» — смело пишет он. Опубликовал тогда длинную статью в антинацистском журнале Zukunft и в 1939 году был исключён из партии. В 1939—1940 годах работал на французском радио, организуя вещание на Германию.
В июне 1940 года бежал из Парижа, спасаясь от наступающих немцев. Был арестован правительством Даладье и отправлен в лагерь (Camp militaire de Chambaran), откуда бежал, возможно при содействии агентов НКВД. 17 октября 1940 года был найден охотниками задушенным в лесу.

## Труды
- Социалистические организации молодёжи до и во время Первой мировой войны. — М.: Либроком, 2012.

## Память
В Ленинграде была Школа ФЗУ имени Вилли Мюнценберга (при Швейной фабрике дамского и детского платья имени Вилли Мюнценберга).